# Protomoderne
Der Begriff Protomoderne wurde eingeführt, um frühe Entwicklungsstufen der Moderne und Schwellen ihrer Konstitution bzw. Wahrnehmung auch vor 1800 konzeptionell zu fassen. Denn nach der Einsicht in die Relativität aller Epochenzuschreibungen müssen die Fragen der Moderne auch für frühere und vermeintlich traditionellere, nicht-moderne Zeitabschnitte gestellt werden. Hinter dem Begriff der Protomoderne steht die Frage nach den Beziehungen zwischen prämodernen Entwicklungen und den Ausprägungen der Modernität in späterer Zeit. Nicht zuletzt soll der Begriff Protomoderne eine neue Bestimmung von Konzepten wie Vormoderne, Prämoderne oder Zweite Moderne anregen, ohne selbst bereits als stillgestellt gedacht zu werden.